# Achsiv
Koordinaten: 33° 3′ N, 35° 6′ O

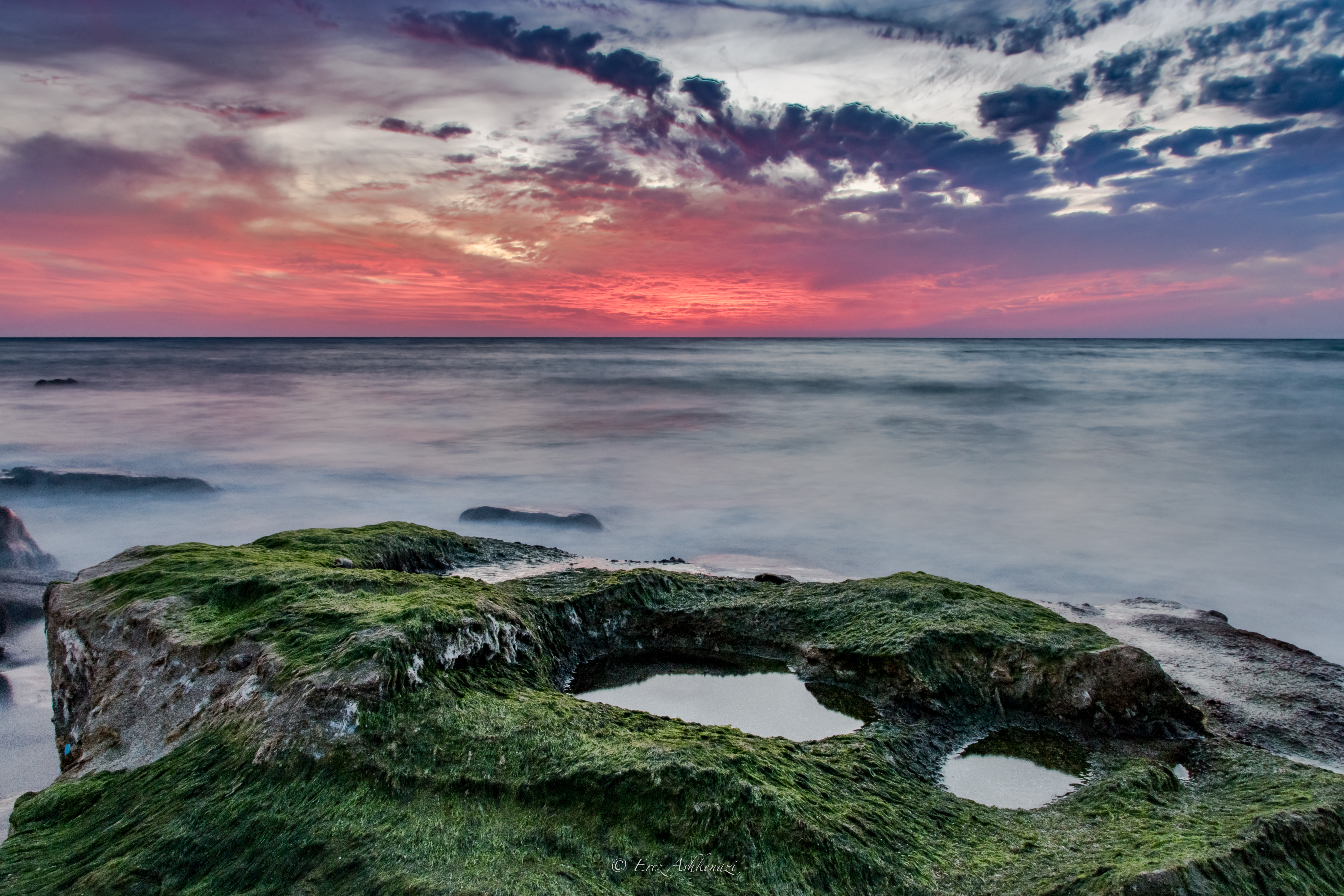
Sonnenuntergang von Achsiv her

Achsiv (hebräisch אַכְזִיב Achsīv; altgriechisch Ἐκδίππα, lateinisch Ekdippa) war eine am gleichnamigen Fluss gelegene Stadt im Norden Israels zwischen Akko und Tyros, nach biblischer Darstellung im Stammesgebiet von Ascher (vgl. Jos 19,29  und Ri 1,31 ). Ausweislich der archäologischen Funde war Achsiv v. a. phönizisch geprägt.

## Geschichte

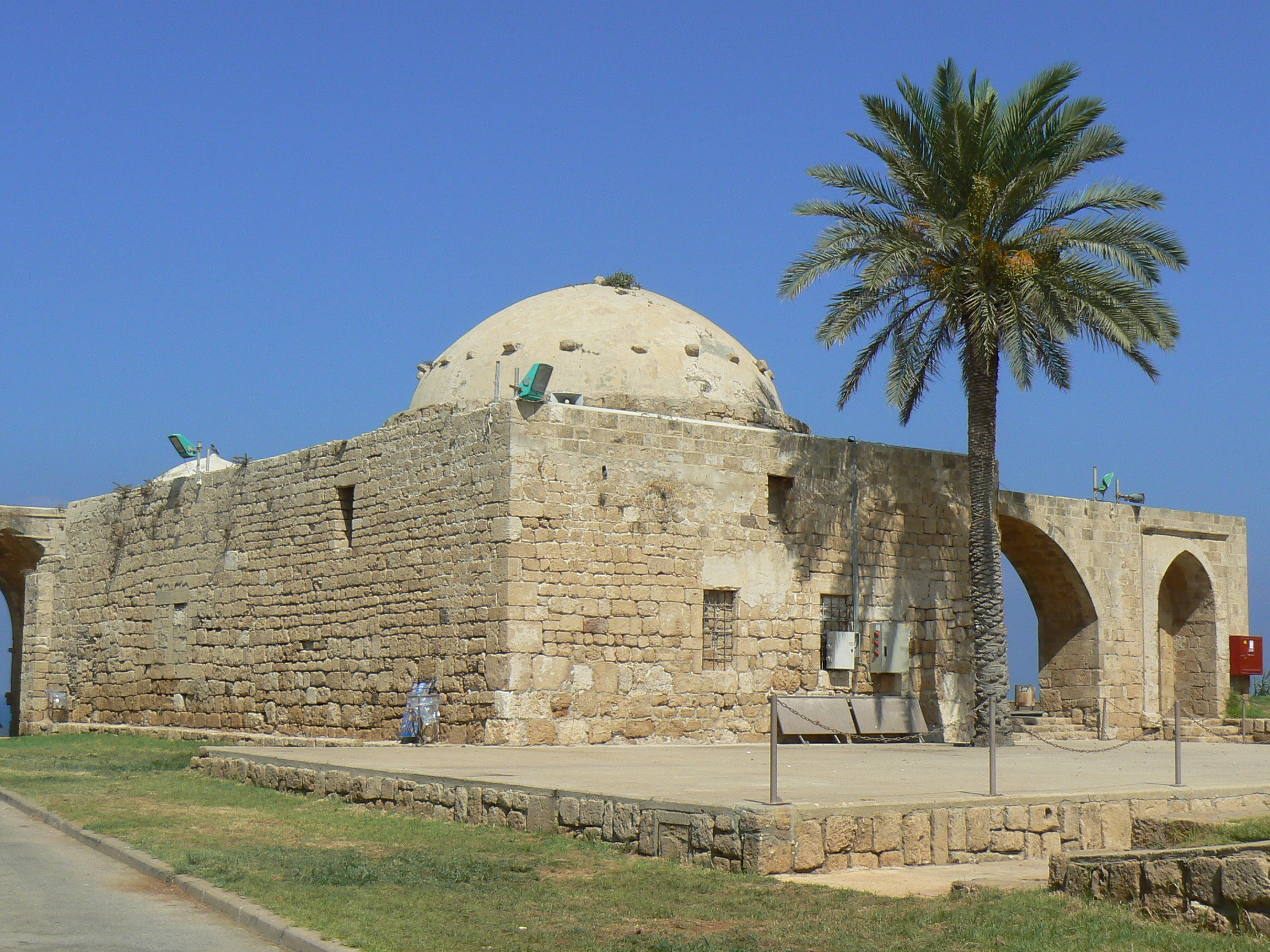
Achsiv-Nationalpark in Nordisrael

Die Stadt Achsiv wird bereits in keilschriftlichen Texten als Aksibi erwähnt. Die Erstbesiedlung fand in der Mittelbronzezeit IIb statt. Achsiv diente als Hafenanlage, wovon Reste noch heute zu sehen sind. Bei Ausgrabungen wurde ebenso ein Friedhof gefunden, der in der Eisenzeit sowie der Persischen Epoche in Benutzung war. Sanherib eroberte die Stadt 701 v. Chr. bei seinem dritten Feldzug nach Phönizien.
In der Mischna und im Talmud wird Achsiv mehrfach als nördlicher Grenzpunkt des Landes Israel erwähnt. Flavius Josephus und Eusebius erwähnen den Ort ebenfalls.
In der Kreuzzugszeit befand sich am Ort die Kreuzfahrerburg Casal Imbert. Aus den Überresten entwickelte sich az-Zīb, dessen Einwohner am 13./14. Mai 1948 am Ende des Bürgerkriegs im Mandatsgebiet in den Libanon flohen. Seit 1968 bilden die Ruinen Achsivs, der Burg Casal Imbert und das wüste az-Zib den Nationalpark Achsiv (hebräisch גַּן לְאֻמִּי אַכְזִיב Gan Ləʾummī Achsīv, deutsch ‚Nationaler Garten Achsīv‘). Der Nationalpark misst 0,450 km² in der Fläche.
1971 wurde die Mikronation Achsivland ausgerufen, die zwar international nicht anerkannt wird, aber eine beliebte Touristenattraktion darstellt.